# 奥林达嘉模圣母堂
奥林达嘉模圣母堂（Igreja do Carmo de Olinda）是一座罗马天主教祭台，位于巴西伯南布哥州奥林达。这是圣母圣衣会在美洲的第一座教堂。

## 历史
嘉模圣母堂是奥林达原圣母圣衣会圣安多尼修院的教堂，始建于约1580年, 圣母圣衣会进入奥林达之际。1631 年，当这座城市被荷兰人摧毁时，教堂和修道院遭到严重破坏。从1654年开始，侵略者被赶走后，修士们回到被毁的修道院，开始重建。1704年，内部工程开始，南侧钟楼于1726年建成。
该堂在1820年关闭，因神父迁到累西腓，导致修道院荒废。另一个重大打击发生在19世纪中叶，修道院的东立面和北立面坍塌，使破坏和抢劫更为方便。1897年，马里亚诺修士开始了修复工作，1966-1968年，恢复了教堂混合巴洛克元素的原貌。

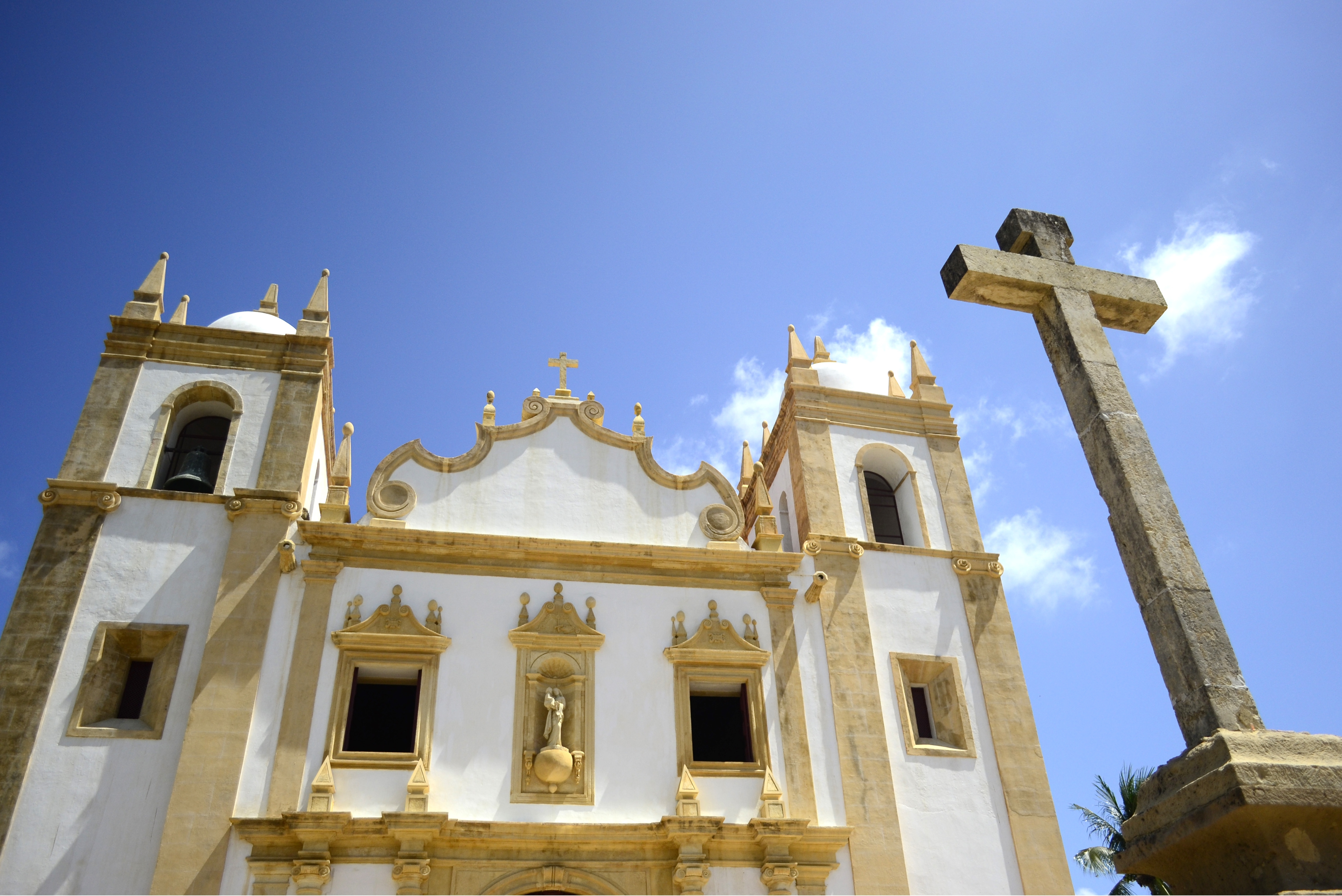
立面
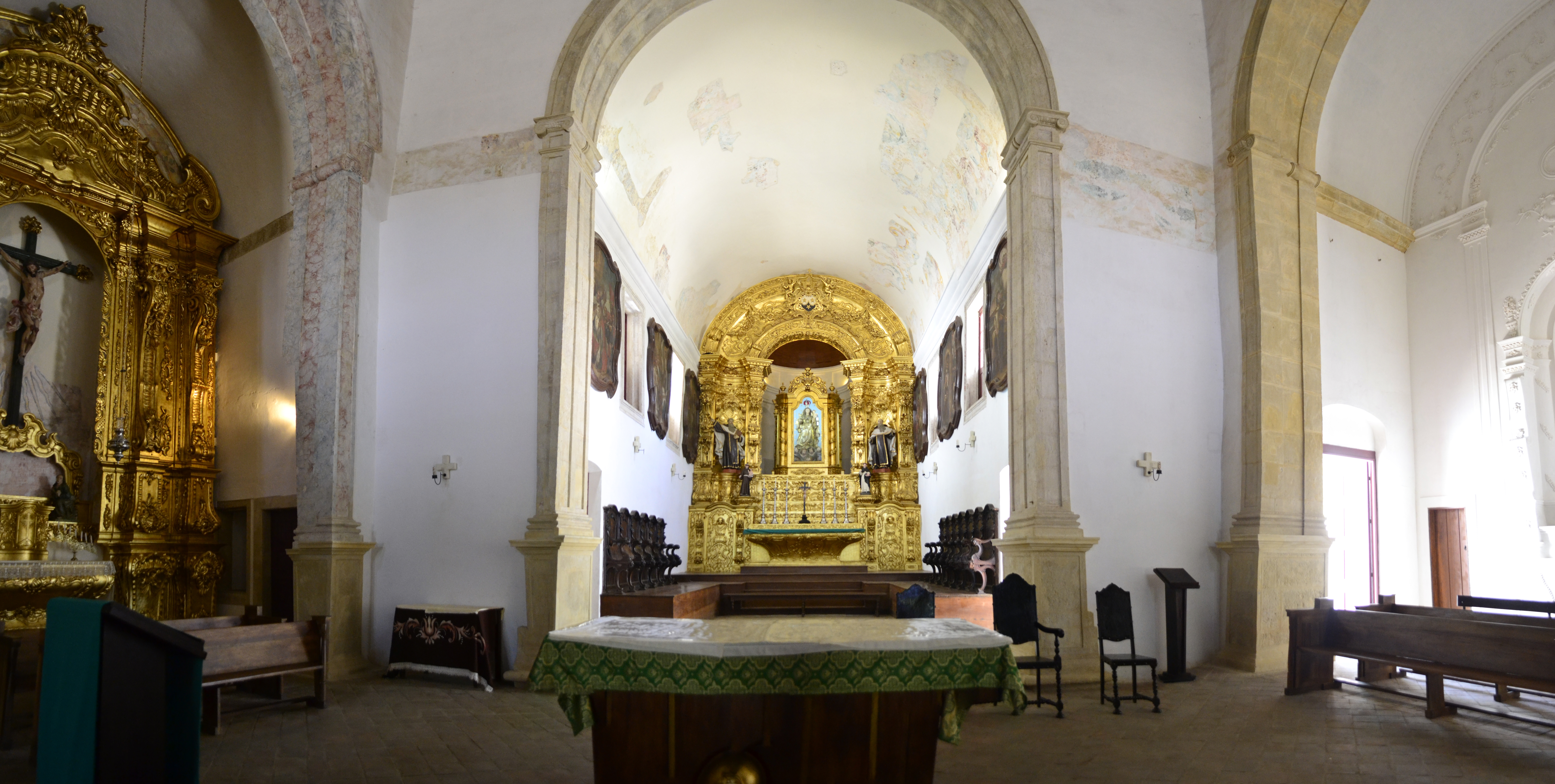
内部
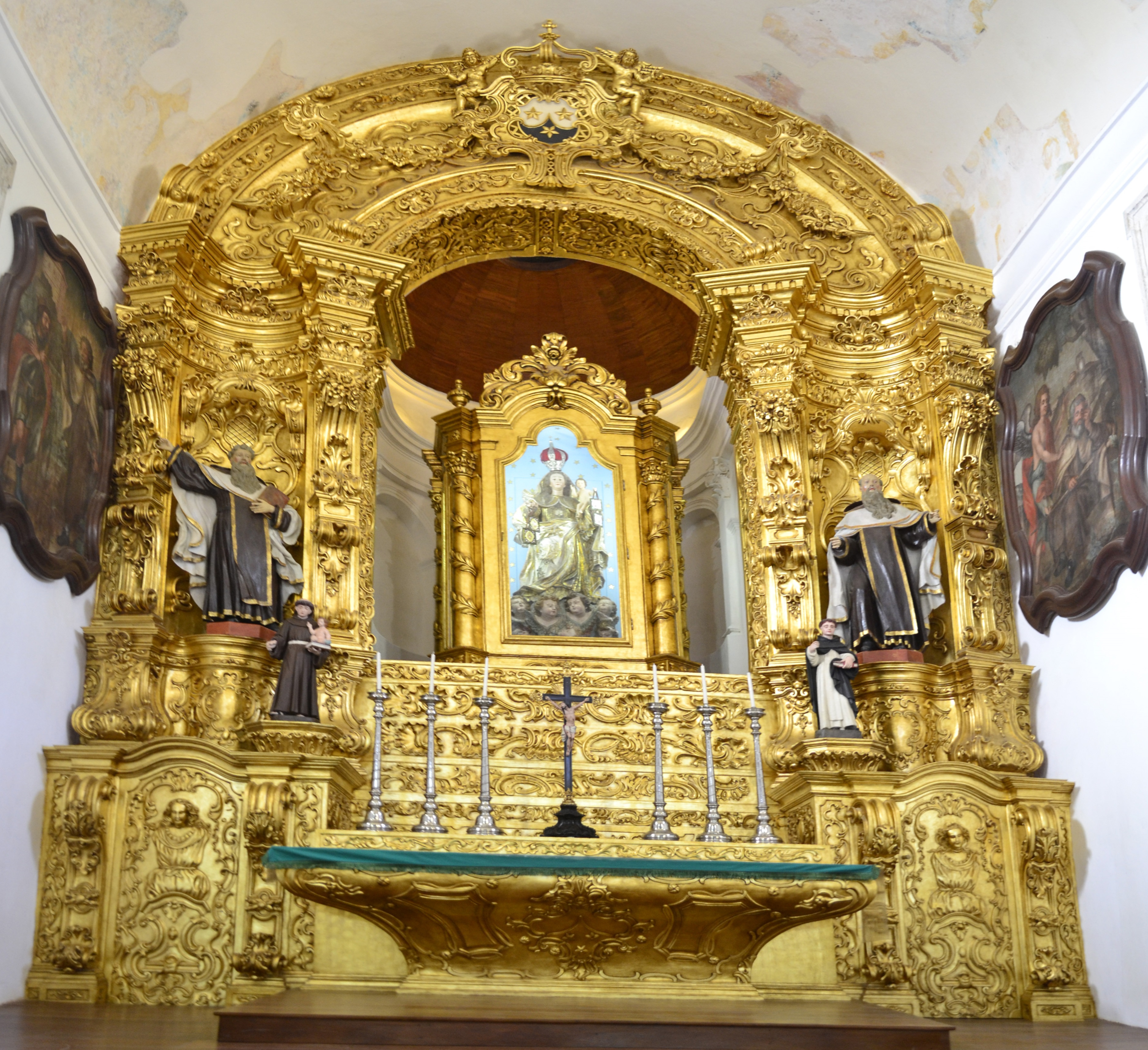
祭台
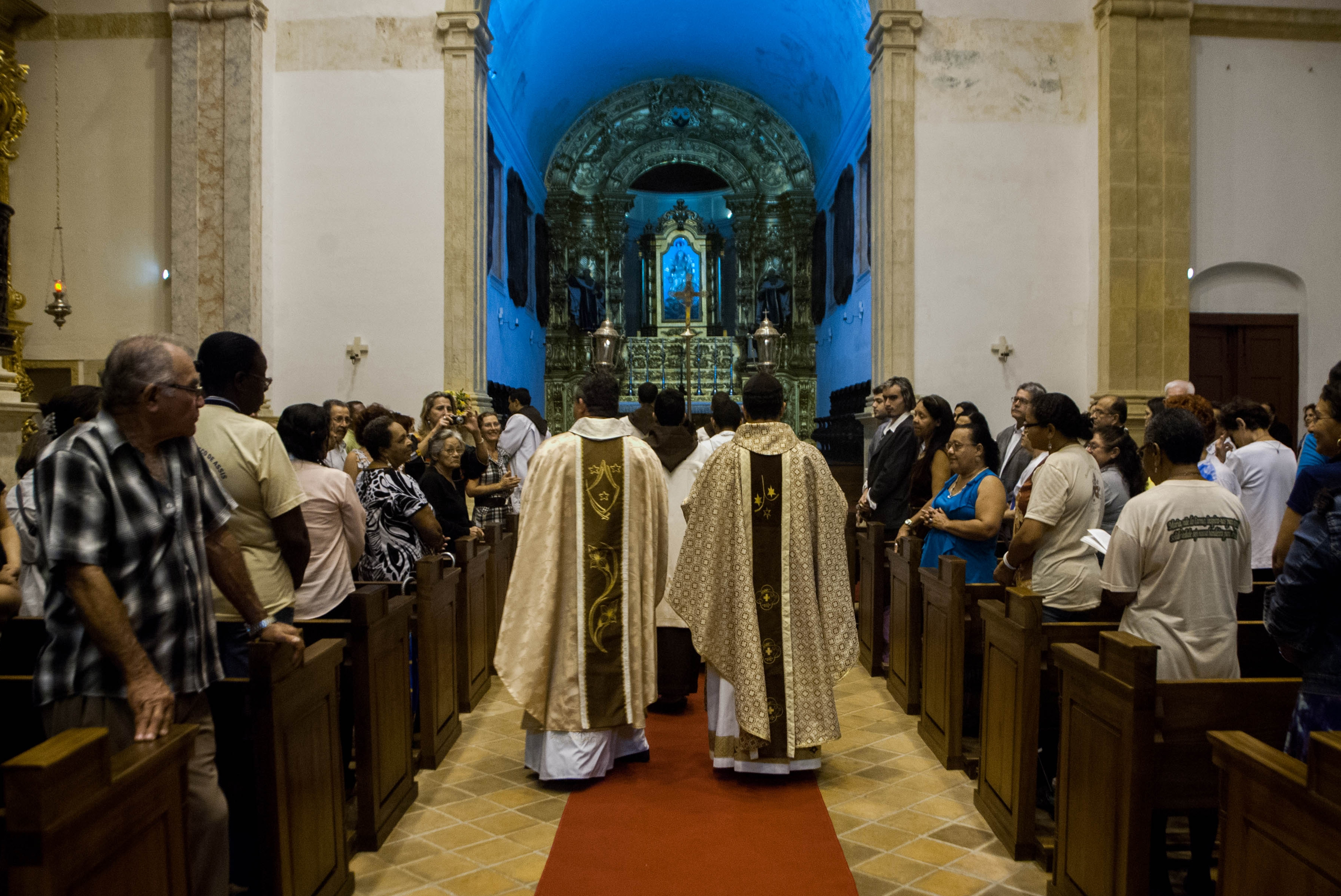
弥撒